# Füzér
Füzér (vyslovováno [fyzér], slovensky Fizér) je vesnice v Maďarsku v župě Borsod-Abaúj-Zemplén, spadající pod okres Sátoraljaújhely. Jedná se o nejsevernější sídlo v Maďarsku, jelikož do jeho území patří nejsevernější bod Maďarska, který je blízko jeho nejsevernější části Lászlótanya. Nachází se asi 7 km severozápadně od Pálházy. V roce 2015 zde žilo 428 obyvatel.
Sousedními vesnicemi jsou Filkeháza, Füzérkomlós a Pusztafalu.
Füzér je známý především díky svému stejnojmennému hradu Füzéri vár, který stojí na hoře Vár-hegy (552 m).